# Susan Orlean
Susan Orlean (Cleveland, Ohio, 31 d'octubre de 1955) és una periodista i escriptora estatunidenca. Ha treballat per a The New Yorker des de 1992, i ha publicat articles en nombroses revistes com Vogue, Rolling Stone, Esquire i Outside. El 1998 va publicar el llibre The Orchid Thief, que es va adaptar cinematogràficament el 2002 amb el nom d'Adaptation: el lladre d'orquídies.

## Biografia
Orlean va néixer a Cleveland, Ohio, i es va criar a Shaker Heights, filla d'Edith (nascuda Gross 1923–2016) i Arthur Orlean (1915–2007). Té una germana i un germà. La seva família és jueva. La família de la seva mare és d'Hongria i la família del seu pare de Polònia. El seu pare era advocat i empresari.
Orlean es va graduar a la Universitat de Michigan amb honors el 1976, estudiant literatura i història. Després de la universitat es va traslladar a Portland, Oregon. Planejava anar a l'escola de dret, quan va començar a escriure per a la Willamette Week.